# Jean-Nicolas Démeunier
Jean-Nicolas Démeunier ou Desmeuniers, né à Nozeroy (Jura) le 15 mars 1751 et mort à Paris le 7 février 1814, est un homme politique et essayiste français, auteur de plusieurs essais historiques, politiques et moraux, et de nombreuses traductions de livres de voyage anglais.

## Biographie
Démeunier fit ses études dans son pays natal, puis vint à Paris où quelques productions littéraires lui valurent le poste de secrétaire du comte de Provence (frère de Louis XVI et futur roi Louis XVIII), puis la place de censeur royal.

### États généraux de 1789 et Assemblée constituante de 1789
Partisan de la Révolution française, il fut élu, le 16 mai 1789, député du tiers aux États généraux par la ville de Paris, avec 133 voix. Il siégea dans la majorité, fut successivement secrétaire et président (22 décembre 1789-3 janvier 1790) de l'Assemblée, et fit partie du comité de Constitution. Il combattit la motion du marquis d'Ambly portant qu'on ne pourrait être député que de son département (novembre 1789), motion qui fut votée, réclama la limitation à 800 millions de l'émission des assignats, demanda l'organisation du jury et du tribunal de cassation, présenta (7 mars 1791), au nom du comité de Constitution, un rapport sur la nécessité de la responsabilité ministérielle, se déclara partisan (26 août) de l'admissibilité des membres de la famille royale aux fonctions électives, et, dans la question des cendres de J.-J. Rousseau, reconnut le droit de propriété revendiqué par M. de Girardin, qui refusait de les laisser enlever d'Ermenonville.
Après la session, Démeunier fut élu administrateur de la ville de Paris (7 novembre 1791), mais il donna sa démission lors de la rentrée de Pétion à l'Hôtel de ville, et se réfugia aux États-Unis pendant la Terreur.
Il rentra en France en 1796 et fut candidat au Directoire.

### Consulat et Empire
Le premier Consul le nomma (4 nivôse an VIII) membre du Tribunat, à la création ; il devint président de cette assemblée (2 janvier 1800).
Membre du Sénat conservateur (28 nivôse an X), membre de la Légion d'honneur (9 vendémiaire an XII), commandant (25 prairial suivant), il fut pourvu de la sénatorerie de Toulouse, créé comte de l'Empire (26 avril 1808), et grand officier de la Légion d'honneur (30 juin 1811).
Démeunier fut élu mainteneur de l'Académie des Jeux floraux en 1804. Il intégra la franc-maçonnerie dans la loge des Neuf Sœurs. 
En 1809, il avait fait arrêter la vente de l'Austerlide de Viennet, parce que l'auteur, « esclave de la vérité historique », y faisait exprimer à l'empereur Alexandre les sentiments qu'il nourrissait en 1805, et que les circonstances politiques avaient complètement modifiés depuis.
Démeunier mourut deux mois avant la déchéance de Napoléon Ier.
On a de lui un grand nombre d'ouvrages de voyages et d'histoire, dont la plupart traduits de l'anglais. Il fut l'un des principaux défenseurs de la cause américaine en France. Il écrivit plusieurs articles sur les États-Unis pour l'Encyclopédie méthodique de Charles Joseph Panckoucke, avec les conseils de Thomas Jefferson. 

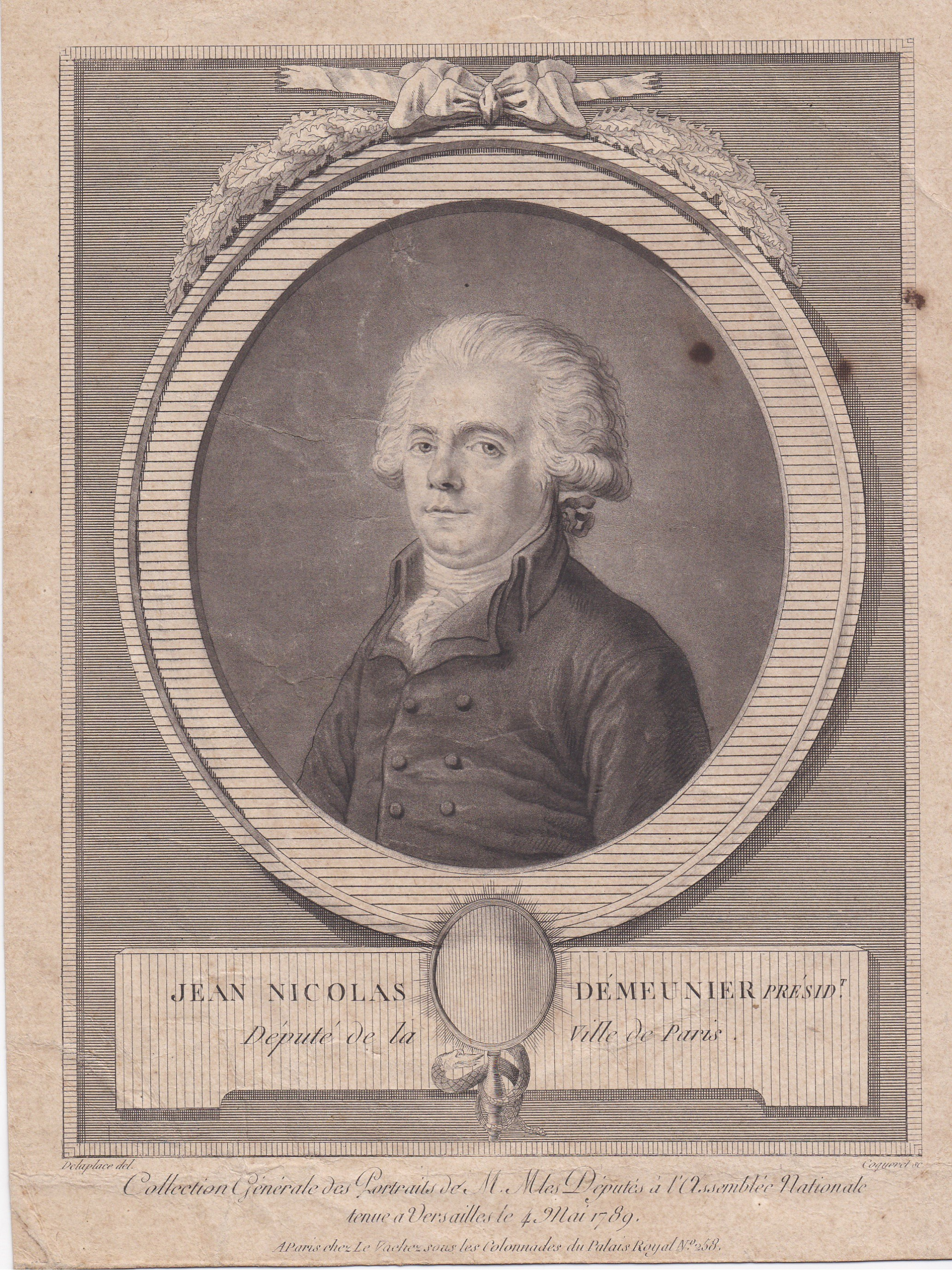
D'après Delaplace, Jean Nicolas Démeunier, gravure, musée Baron-Martin

Il repose au Panthéon de Paris.

## Principales publications
- L'Esprit des usages et des coutumes des différens peuples, ou observations tirées des voyageurs et des historiens (3 volumes, 1776). Réédition : J.-M. Place, Paris, 1988 lire en ligne sur Gallica
- Encyclopédie méthodique. Économie politique et diplomatique, partie dédiée et présentée à monseigneur le baron de Breteuil, ministre et secrétaire d'État, &c. Par M. Démeunier, avocat, & censeur royal (4 volumes, 1784-1788)
- Essai sur les États-Unis (1786)
- Des Conditions nécessaires à la légalité des États-Généraux (1788)
- Avis aux députés qui doivent représenter la Nation dans l'Assemblée des États-Généraux (1789) lire en ligne sur Gallica
- L'Amérique indépendante, ou Les différentes constitutions des treize provinces qui se sont érigées en républiques sous le nom d'États-Unis de l'Amérique. Avec un précis de l'histoire de chaque province, & des remarques sur les constitutions, la population, les finances & l'état dans lequel les provinces se trouvent actuellement (1790) Texte en linge

Traductions
- Constantine John Phipps : Voyage au pôle boréal, fait en 1773 par ordre du roi d'Angleterre, par Constantin Jean Phipps (1775)
- Patrick Brydone : Voyage en Sicile et à Malte (2 volumes, 1775)
- Robert Wood : Essai sur le génie original d'Homère, avec l'état actuel de la Troade comparé à son état ancien (1777)
- George Vancouver : Voyage de découvertes à l'océan Pacifique du Nord et autour du monde (3 volumes, 1798)
- Thomas Forrest : Voyage aux Moluques et à la Nouvelle-Guinée, fait sur la galère la Tartare en 1774, 1775 et 1776 par le capitaine Forrest (1780) lire en ligne sur Gallica
- John Rickman : Troisième voyage de Cook, ou Journal d'une expédition faite dans la mer Pacifique du sud & du nord [Texte imprimé], en 1776, 1777, 1778, 1779 & 1780 (1782)
- James Cook : Troisième Voyage de Cook, ou Voyage à l'Océan Pacifique, ordonné par le roi d'Angleterre pour faire des découvertes dans l'hémisphère Nord, pour déterminer la position et l'étendue de la côte Ouest de l'Amérique septentrionale, sa distance de l'Asie et résoudre la question du passage du Nord, exécuté sous la direction des capitaines Cook, Clerke et Gore sur les vaisseaux la Résolution et la Découverte, en 1776, 1777, 1778, 1779 et 1780 (5 volumes, 1785)
- William Bolts, Troisième supplément aux Mémoires concernant l'histoire, les sciences des Chinois, par les missionnaires de Pe-Kin, contenant état civil, politique et commerçant du Bengale (1788)

## Titres
- Comte Démeunier et de l'Empire (lettres patentes du 15 juin 1808, Bayonne) ;

## Distinctions
- Légion d'honneur[3] :
  - Légionnaire (9 vendémiaire an XII : 2 octobre 1803), puis,
  - Commandant de la Légion d'honneur (25 prairial an XII : 14 juin 1804), puis,
  - Grand officier de la Légion d'honneur (30 juin 1811).

## Armoiries
| Figure | Blasonnement |
|        | Armes du comte Démeunier et de l'Empire Parti : le premier coupé de comte-sénateur et d'argent à trois fleurs de pensée d'azur ; le parti à senestre de gueules au pal d'or. - Livrées : bleu, rouge & jaune. |